# Urwista (Zawory)
Urwista (niem. Flegel Berg, Flegelberg) – szczyt o wysokości ok. 567 m n.p.m. w południowo-zachodniej Polsce, w Sudetach Środkowych, w Górach Stołowych, w paśmie Zaworów.
Góra położona jest na południowo-zachodnim krańcu polskiej części Zaworów, nad centrum Okrzeszyna.
Zbudowana jest z permskich piaskowców i mułowców barwy czerwonej oraz porfirów (trachitów) i melafirów (trachybazaltów).
Masyw w większości porośnięty jest lasem świerkowym.